# Kang Seung-yoon
Kang Seung-yoon (hangul: 강승윤), född 21 januari 1994 i Busan, är en sydkoreansk sångare.

## Diskografi

### Singlar
| År   | Titel                     | Topplacering          |
| År   | Titel                     | Sydkorea (Gaon Chart) |
| ---- | ------------------------- | --------------------- |
| 2010 | "I'll Write You a Letter" | —                     |
| 2010 | "Instinctively"           | —                     |
| 2011 | "You are Heaven"          | —                     |
| 2013 | "It Rains"                | —                     |
| 2013 | "Wild and Young"          | 20                    |
| 2013 | "Stealer"                 | 13                    |